# 震旦大羽介
震旦大羽介（学名：Meganopteron sinensis）为尾花介科大羽介屬下的一个种。其种加词“sinensis”意为“中华的”。